# Linzer Torte

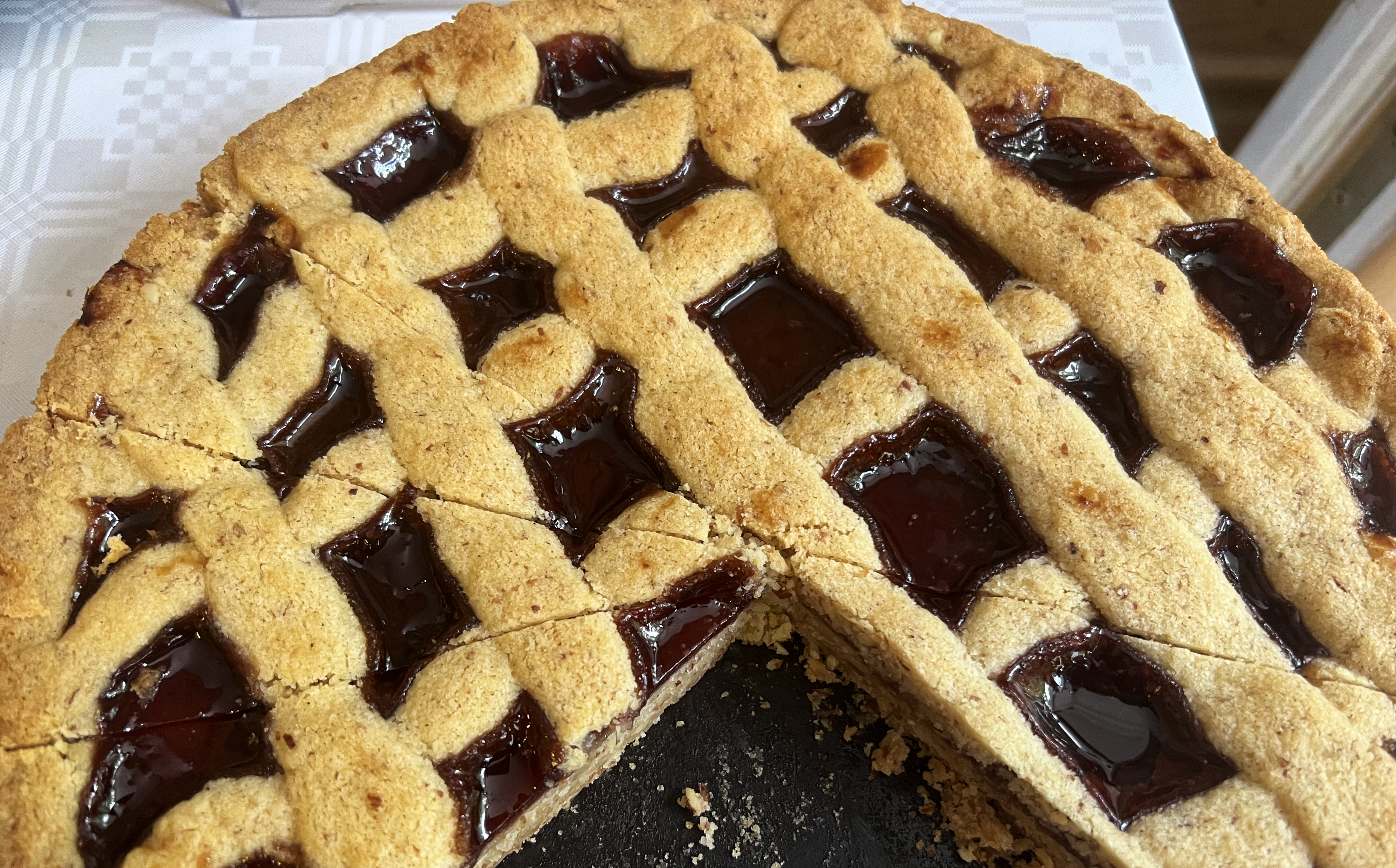
Linzer Torte

Die Linzer Torte ist eine Torte aus Linzer Teig und Linzer Masse. Die Torte zählt für Österreich mit dem Schwerpunkt Oberösterreich zu den Traditionellen Lebensmitteln.

## Aufbau
Auf einem Boden aus Linzer Teig wird Ribiselmarmelade (Marmelade aus Roten Johannisbeeren) und ein Gitter aus Linzer Masse aufgetragen. Linzer Torte ist eine Gattungsbezeichnung und keine Herkunftsbezeichnung.
Bei der Herstellung unterscheidet man zwischen Linzer Masse und Linzer Teig:
- Linzer Masse ist eine dressierfähige Masse aus Mehl, Fett, Ei und Zucker mit Zusätzen von Mandel-, Persipan- oder Nussmasse. Sie wird mit Zimt und Zitrone abgeschmeckt.
- Brauner Linzer Teig (in Österreich) ist mürbteigähnlich und besteht aus Mehl, Zucker, Butter, Ei sowie Mandeln oder Nüssen. Der Teig wird mit Zimt und Gewürznelken abgeschmeckt. Linzer Teig wird häufig als Mandel- oder Nussmürbeteig bezeichnet.
- Weißer Linzer Teig ist eine in Österreich verbreitete Art des Linzer Teiges aus Mehl, Zucker, Butter, Eigelb und Zitronenabrieb.

Der Marmeladebelag der Linzer Torte wird schon vor dem Backen aufgetragen. Damit hat die Linzer Torte mehr Ähnlichkeit mit einem Kuchen. Bei anderen Torten ist es dagegen üblich, dass passierte Konfitüre erst nach dem Backen heiß aufgetragen wird (beispielsweise beim Aprikotieren der Sacher-Torte).
Zur regionalen, landestypischen Küche gehört die Linzer Torte auch in Südbaden, denn große Teile des Landes gehörten bis zu Beginn des 19. Jahrhunderts zu Vorderösterreich. Hier wird sie dagegen traditionell mit Himbeermarmelade gefüllt.
Es gibt Varianten, die aus Mürbeteig und einer Makronenmasse bestehen, wobei Aprikosenkonfitüre verwendet wird. Neben der Tortenform sind auch Linzer Schnitten verbreitet.
Das charakteristische Rautenmuster der Linzer Torte entstand vermutlich aus praktischen Gründen. Wenn die aufgestrichenen Marmeladen oder „Salsen“ (Fruchtmuse) zu feucht waren, riss durch Verdunstung die geschlossene Teigdecke beim Backen auf und der Kuchenboden wurde speckig.
Nach dem Backen soll die Torte einige Tage „ruhen“, damit die Füllung durchziehen kann.

## Geschichte

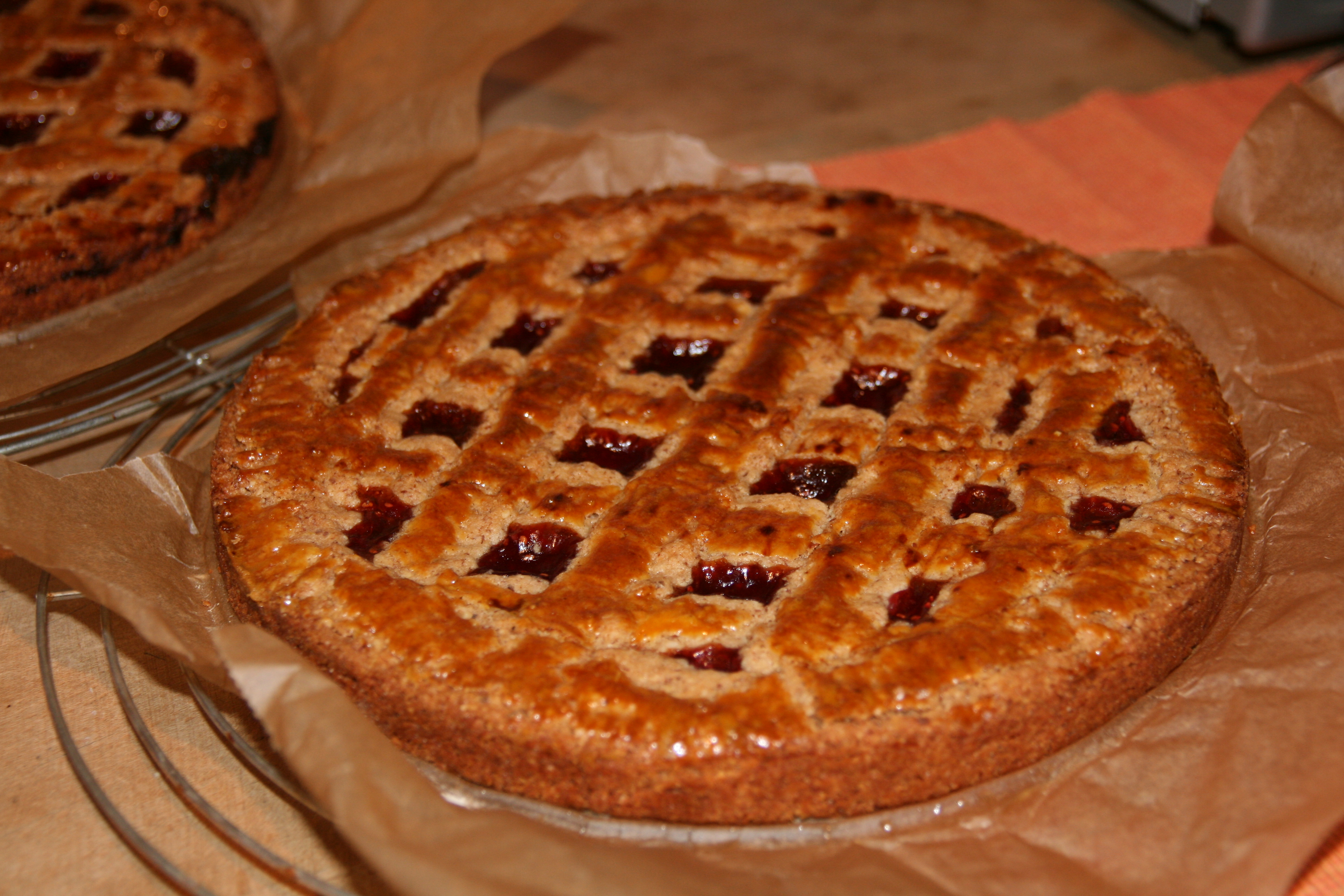
Linzer Torte mit dem charakteristisch gewordenen Gitterwerk

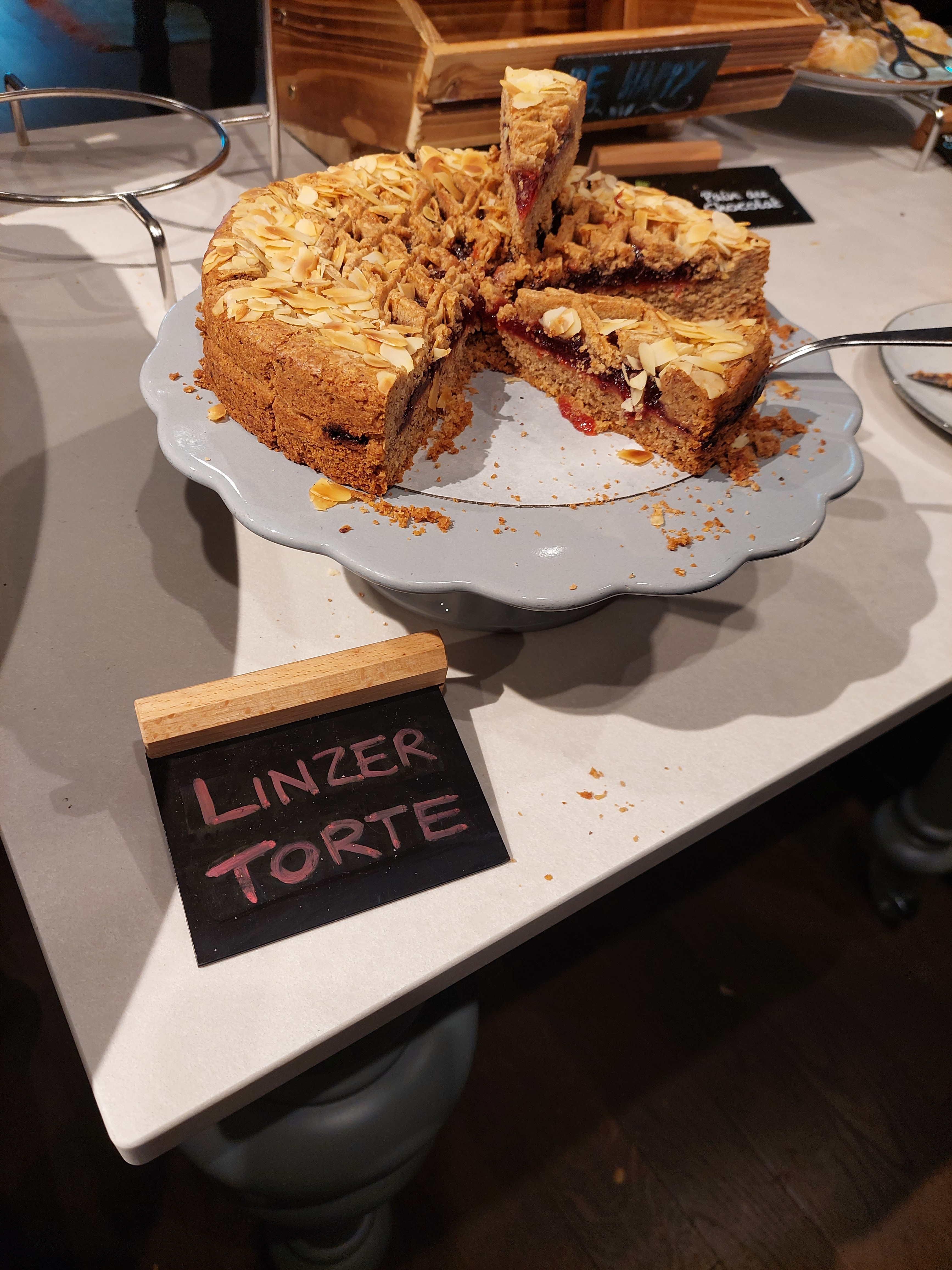
Linzer Torte im Angebot des Frühstücksbüffets eines Hotels in Linz (2023)

Vereinzelt wird behauptet, ein Wiener Konditor namens Linzer hätte die Linzer Torte erfunden. Diese Behauptung geht vermutlich auf Alfred Polgar zurück, der sie in der Glosse Städte, die ich nie erreichte „[seinem] gelehrte[n] Freund Jakob Frank“ in den Mund legt. Da aber weder ein Freund Polgars namens Jakob Frank noch ein Wiener Zuckerbäcker namens Linzer historisch nachweisbar sind und die historische Namensgebung von Speisen ursprünglich nach geographischen Gesichtspunkten erfolgte, ist es viel wahrscheinlicher, dass der Name Linzer Torte sich von der Stadt Linz ableitet.
Das älteste überlieferte Rezept stammt aus dem 17. Jahrhundert: Vier Rezepte, die alle bereits den Namen Linz im Titel haben, stehen im Kochbuch der Gräfin Anna Margarita Sagramosa (Verona) aus dem Jahr 1653. Der Band trägt den Titel

„Buech von allerley Eingemachten Sachen, also Zuggerwerckh, Gewürtz, Khütten und sonsten allerhandt Obst wie auch andere guett und nützlich Ding etc. Durch die Frau Anna Margarita Sagramosin, geborne Gräffin Paradeiserin, mit grossen Fleisß mühe arbeit wie unkosten, vil Jar nach einander zusamen [sic!], geklaubt und beschreiben lassen“

 Das Buch wird im Stiftsarchiv Admont als Codex 35/31 aufbewahrt und wurde 2005 von Waltraud Faißner entdeckt, der Leiterin der Bibliotheken der oberösterreichischen Landesmuseen. Davor galt ein Rezept von 1696 aus der Wienbibliothek im Rathaus als das älteste aufgezeichnete Rezept für Linzer Torte.
Fälschlicherweise wird oft behauptet, es handle sich hier um das „älteste bekannte Tortenrezept der Welt“. Tatsächlich gibt es aber bereits in französischen Kochbüchern des 14. Jahrhunderts wie dem Viandier de Taillevent, dem Liber de Coquina und dem Ménagier de Paris zahlreiche Tortenrezepte, so etwa für gedeckte Apfeltorte („Tartres de pommes“) und Schichttorte mit Trockenfrüchten („Torta in balconata“). Deutschsprachige Beispiele finden sich z. B. im Kochbuch der Philippine Welser von 1543/1544, dort u. a. mehrere Rezepte für Mandeltorte. Ein Vorläufer der Linzer Torte ist die Erdbeertorte aus demselben Kochbuch, die bereits die charakteristischen Bestandteile Mürbeteigboden, Fruchtfüllung und Gitterdeckel aufweist.
Auch die Behauptung, die Linzer Torte sei „das älteste Gebäck, das seinen Namen von einem Ort erhalten hat“, lässt sich leicht entkräften: Torten mit der Herkunftsbezeichnung im Namen wie die „Tartre bourbonnayse“ im Viandier de Taillevent finden sich bereits im 14. Jahrhundert.
Oft wird Johann Konrad Vogel (1796–1883) als Erfinder der Linzer Torte genannt. Johann Konrad Vogel wanderte 1822 ursprünglich aus dem mittelfränkischen Weihenzell stammend nach Linz ein und heiratete die Linzer Zuckerbäckerswitwe Katherina Kreß. Sein Verdienst besteht zwar nicht darin, Erfinder der Linzer Torte zu sein, er machte sie aber durch Massenproduktion und Versand populär.
Nach Faißner könne man nicht mehr wie zuvor von einem Originalrezept sprechen, da in den Anfängen jede Familie eine eigene Version der Linzer Torte zubereitet hatte.

## Verschiedenes
- Der bayerische Komponist Ludwig Schmidseder schrieb eine Operette mit dem Titel „Linzer Torte“, uraufgeführt 1944 im Landestheater Linz.
- Am 13. November 2009 fand der erste „Tag der Linzer Torte“ statt.[10]
- Am 27. April 2019 fand in Linz der „erste Linzer Tortenball“ statt, der von den OÖNachrichten, Tanzschulleiter Michael Horn und Konditor Leo Jindrak veranstaltet wurde. Dabei präsentierte man ein Pâtisserie-Zimmer mit einer Schaubackstube und einem Schokoladenbrunnen. Die Ballkönigin des Abends erhielt Linzer Torten.[11]
- In der US-amerikanischen Sitcom Friends (Staffel 9, Folge 15) erzählt Ross, mehrere Dutzend Linzer Torten in einer Bäckerei in New York erstanden zu haben.